# Jasper (Arkansas)
Jasper é uma cidade localizada no estado americano de Arkansas, no Condado de Newton.

## Demografia
Segundo o censo americano de 2000, a sua população era de 498 habitantes.
Em 2006, foi estimada uma população de 490, um decréscimo de 8 (-1.6%).

## Geografia
De acordo com o United States Census Bureau, a localidade tem uma área de 1,4 km², sem área coberta por água. Jasper localiza-se a aproximadamente 258 m acima do nível do mar.

## Localidades na vizinhança
O diagrama seguinte representa as localidades num raio de 32 km ao redor de Jasper.